# Elisabetta di Lorena-Vaudémont
Elisabetta di Lorena-Vaudémont (1397 – Saarbrücken, 17 gennaio 1456) stata una scrittrice franco-tedesca, moglie di Filippo I di Nassau-Weilburg dal quale ereditò il titolo di contessa.

## Biografia
Nacque da Federico I di Vaudémont e da Margherita di Joinville. Fu autrice del romanzo Hug Schapler, basato sulla storia del capetingio Ugo Capeto raccontata in un manoscritto che suo figlio Giovanni si era procurato nella Basilica di Saint-Denis a Parigi. Elisabetta tradusse l'opera in tedesco nel 1437, ma questa fu pubblicata solo nel 1500, riscuotendo comunque gran popolarità.
Nel 1412 sposò Filippo I di Nassau-Weilburg, dal quale ebbe i figli:
- Filippo II di Nassau-Weilburg (1418-1492)
- Giovanni II di Nassau-Saarbrücken (1423-1472)
- Margherita (26 aprile 1426 – 5 maggio 1490), sposò nel 1441 Gerardo di Rodemachern.

## Ascendenza
|                                |                     |                                      | Genitori                   |  |  | Nonni |  |  | Bisnonni          |  |  | Trisnonni             |  |
|                                |                     |                                      |                            |  |  |       |  |  | Rodolfo di Lorena |  |  | Federico IV di Lorena |  |
|                                |                     |                                      |                            |  |  |       |  |  | Rodolfo di Lorena |  |  | Federico IV di Lorena |  |
|                                |                     | Elisabetta d'Austria                 |                            |  |  |       |  |  | Rodolfo di Lorena |  |  |                       |  |
| Giovanni I di Lorena           |                     |                                      |                            |  |  |       |  |  | Rodolfo di Lorena |  |  |                       |  |
|                                |                     | Maria di Blois                       | Guido I di Blois-Châtillon |  |  |       |  |  |                   |  |  |                       |  |
|                                |                     | Maria di Blois                       | Guido I di Blois-Châtillon |  |  |       |  |  |                   |  |  |                       |  |
|                                |                     | Maria di Blois                       | Margherita di Valois       |  |  |       |  |  |                   |  |  |                       |  |
| Federico I di Vaudémont        |                     | Maria di Blois                       |                            |  |  |       |  |  |                   |  |  |                       |  |
|                                |                     | Eberardo II di Württemberg           | Ulrico III di Württemberg  |  |  |       |  |  |                   |  |  |                       |  |
|                                |                     | Eberardo II di Württemberg           | Ulrico III di Württemberg  |  |  |       |  |  |                   |  |  |                       |  |
|                                |                     | Eberardo II di Württemberg           | Sofia di Ferrette          |  |  |       |  |  |                   |  |  |                       |  |
| Sofia di Württemberg           |                     | Eberardo II di Württemberg           |                            |  |  |       |  |  |                   |  |  |                       |  |
|                                |                     | Elisabetta di Henneberg-Schleusingen | …                          |  |  |       |  |  |                   |  |  |                       |  |
|                                |                     | Elisabetta di Henneberg-Schleusingen | …                          |  |  |       |  |  |                   |  |  |                       |  |
|                                |                     | Elisabetta di Henneberg-Schleusingen | …                          |  |  |       |  |  |                   |  |  |                       |  |
| Elisabetta di Lorena-Vaudémont |                     | Elisabetta di Henneberg-Schleusingen |                            |  |  |       |  |  |                   |  |  |                       |  |
|                                | Anseau de Joinville | Jean de Joinville                    |                            |  |  |       |  |  |                   |  |  |                       |  |
|                                | Anseau de Joinville | Jean de Joinville                    |                            |  |  |       |  |  |                   |  |  |                       |  |
|                                | Anseau de Joinville | Alix de Risnel                       |                            |  |  |       |  |  |                   |  |  |                       |  |
| Enrico V di Vaudémont          | Anseau de Joinville |                                      |                            |  |  |       |  |  |                   |  |  |                       |  |
|                                |                     | Margherita di Vaudémont              | Enrico III di Vaudémont    |  |  |       |  |  |                   |  |  |                       |  |
|                                |                     | Margherita di Vaudémont              | Enrico III di Vaudémont    |  |  |       |  |  |                   |  |  |                       |  |
|                                |                     | Margherita di Vaudémont              | Isabella di Lorena         |  |  |       |  |  |                   |  |  |                       |  |
| Margherita di Joinville        |                     | Margherita di Vaudémont              |                            |  |  |       |  |  |                   |  |  |                       |  |
|                                |                     | Giovanni I di Lussemburgo-Ligny      | …                          |  |  |       |  |  |                   |  |  |                       |  |
|                                |                     | Giovanni I di Lussemburgo-Ligny      | …                          |  |  |       |  |  |                   |  |  |                       |  |
|                                |                     | Giovanni I di Lussemburgo-Ligny      | …                          |  |  |       |  |  |                   |  |  |                       |  |
| Maria di Lussemburgo-Ligny     |                     | Giovanni I di Lussemburgo-Ligny      |                            |  |  |       |  |  |                   |  |  |                       |  |
|                                |                     | Alice di Dampierre                   | …                          |  |  |       |  |  |                   |  |  |                       |  |
|                                |                     | Alice di Dampierre                   | …                          |  |  |       |  |  |                   |  |  |                       |  |
|                                |                     | Alice di Dampierre                   | …                          |  |  |       |  |  |                   |  |  |                       |  |
|                                |                     | Alice di Dampierre                   |                            |  |  |       |  |  |                   |  |  |                       |  |